# Roma in Iran
Die Roma in Iran (bzw. Sinti und Roma in Iran) sind eine mit dem Oberbegriff Roma bezeichnete ethnische Minderheit in Iran, deren Zahl auf etwa 800.000 geschätzt wird. Die Roma gehören verschiedenen Untergruppen bzw. Stämmen an, z. B. (Domari sprechende) Dom oder (in und um Zargar) Zargari. Diese sprechen unterschiedliche Domari- und Romani-Dialekte oder persische Dialekte als Muttersprache.

## Geschichte
Die Roma wanderten im frühen Mittelalter (etwa 500 n. Chr.) aus Indien in die Gebiete des heutigen Iran ein. Auch heute noch gibt es viele Gemeinsamkeiten zwischen Romani und den indoarischen Sprachen Hindi, Panjabi und Marwari. Warum sie aus Indien auswanderten, ist umstritten, der Sage nach hat Bahram Gour, ein Sassanidenkönig, mehrere tausend indische Künstler nach Persien gebracht. Eine andere Hypothese besagt, dass die Roma vor einer Hungersnot aus Indien geflohen waren, zur gleichen Zeit gab es auch die Völkerwanderungen in Europa.
Aus der Zeit der Umayyaden-Herrschaft wird berichtet, dass sie für Morde, Brandstiftung und Raubüberfälle sowie die Blockade von Handelswegen verantwortlich waren, um gegen höhere Lebensmittelpreise zu protestieren.
Erst einige Jahrhunderte später wanderten einige Roma über Anatolien zum Balkan oder nach Nordafrika und schließlich nach Mitteleuropa. Im europäischen Romani sind einige persische Lehnwörter enthalten, die belegen, dass sich die Roma in Iran aufgehalten haben. Möglicherweise war die Auswanderung nach Europa eine Folge der Vertreibung und antiziganistischen Verfolgung durch persische Herrscher im Mittelalter.
Die meisten Roma arbeiteten als Handwerker (vor allem als Schmiede), Viehhalter und Tierhalter, Musiker, Tänzer oder Wahrsager. Viele zogen von Ort zu Ort, um dort ihre Dienstleistungen anzubieten. Viele iranische Roma leben auch noch heute so. Ihre Musik hatte Einflüsse auf die persische Musik. Roma leben in Iran häufig am Rand der Gesellschaft, viele haben keinen Wohnsitz oder leben in Slums und sind Bettler. Sie sind häufig Diskriminierungen ausgesetzt.

## Verbreitung und Namen
Die Zahl der Roma in Iran beträgt laut der Universität Quebec etwa 800.000, wobei keine genauen Daten vorliegen. Grund ist die nomadische Lebensweise, die Volkszählungen erschwert, und die Tatsache, dass viele Roma sich heute als Perser oder Luren bezeichnen, da ihre Ethnie nicht als Ethnie anerkannt wird oder weil sie ihre Identität verheimlichen, um sich vor Diskriminierungen zu schützen.
Die Roma werden in Iran meist als Kuli bezeichnet, was auf Persisch „Nomade“ bedeutet. Roma leben heute überall in Iran, wobei ihre Zahl in den Regionen unterschiedlich ist. Die meisten Roma leben in den Regionen Luristan, Teheran, Aserbaidschan und Chorasan. Sie werden daher in manchen islamischen Ländern Horahaj genannt, da sie in der Vergangenheit nach Chorasan vertrieben wurden. Auf Mazanderanisch heißen die Roma Joki. In Teilen Irans und Zentralasiens werden Roma als Loli bezeichnet. In Aserbaidschan werden sie Qarachi, in Kurdistan Kûpîk genannt. In Belutschistan werden die Roma und andere Nomadenstämme als Lori (Deutsch: „Luren“) bezeichnet, da sie einen ähnlichen Lebensstil wie die Luren führen. Es gibt noch zahlreiche weitere Bezeichnungen, Stämme und Dialektgruppen in ganz Iran verteilt, zwischen denen kaum eine Identität herrscht.
Im Dorf Zargar, wo mehrheitlich Roma leben, bezeichnen sie sich als Zargari. Sie sprechen dort den Zargari-Dialekt, der sich wesentlich von den anderen Roma-Dialekten der Region (Domari) unterscheidet.
In Teheran leben die Roma meist in den Stadtteilen Darvazeh Ghar und Lab Khat.

## Sprache und Religion
Die meisten iranischen Roma sprechen Domari-Dialekte (z. B. Seb Seliyer), nur eine Minderheit spricht Balkan-Romani (meist Zargari). Nicht alle Dialekte sind miteinander verständlich, haben jedoch eine indoarische Abstammung und sind mit Hindi, Panjabi und Marwari verwandt. Je nach Region sind sie jedoch stark von der Mehrheitssprache geprägt. In Aserbaidschan gibt es in den Sprachen der Roma viele aserbaidschanische Lehnwörter, in Fars viele persische Lehnwörter. Einige Roma sprechen auch Farsi Romani, eine Mischung aus Persisch und Romani bzw. Domari.
Die meisten Roma gehören dem Islam an (meist schiitisch, Minderheit sunnitisch), wobei Religion bei den meisten Roma traditionell eine untergeordnete Rolle spielt. Daneben halten viele Roma an ihren alten indischen Traditionen, etwa dem Kastensystem, fest.